# Gynoplistia (Gynoplistia) splendens
Gynoplistia (Gynoplistia) splendens is een tweevleugelige uit de familie steltmuggen (Limoniidae). De soort komt voor in het Australaziatisch gebied.